# Guibemantis annulatus
Guibemantis annulatus es una especie de anfibio anuro de la familia Mantellidae.

## Distribución geográfica
Esta especie es endémica del sureste de Madagascar. 
Habita desde el nivel del mar hasta los 10 m s. n. m.

## Publicación original
- Lehtinen, Glaw & Vences, 2011 : Two new plant-breeding frog species (Anura: Mantellidae, Guibemantis) from southeastern Madagascar. Herpetological Journal, vol. 21, p. 95-112.